# هايماه خاتون (شخصية خيالية)
هايماه خاتون (بالتركية: Hayme Hatun)‏ والمعروفة أيضًا باسم الأم هايماه (بالتركية: Hayme Anna)‏ نظرًا لمحبتها للجميع كأطفالها، هي شخصية في المسلسل التلفزيوني التركي قيامة أرطغرل . قامت الممثلة التركية هوليا دارجان بدور هايماه، والشخصية مستوحاة من جدة عثمان الأول المزعومة، هيماه خاتون .

## خلفية
ولدت هايماه خاتون في قبيلة دودورجا لأبيها سيد القبيلة، وكان لها إخوة أكبر منهم، كلهم استشهدوا ما عدا كوركوت. بعد وفاة زوجة سليمان شاه الأولى، جاء ليطلب يد هايماه خاتون من والدها سيد قبيلة دودورجا.

### شخصية
تتمتع الأم هايماه، بشخصية قوية، ومستعدة لمحاربة أي شخص، حتى أقوى الرجال. إنها ليست ذكية فحسب، بل إنها أيضًا محبة ولطيفة للغاية، وقد اكتسبت اسم "الأم هايماه" الذي يعني "Hayme Anna" باللغة التركية. هايماه خاتون تهتم بالجميع كأنهم ملكها.
يذكر موقع تي أر تي 1 عن شخصيتها؛ "إنها امرأة لن تتردد في رفع السيف من أجل قبيلتها ومصلحة أبنائها. كما تتمتع الأم هايماه بالوعي السياسي والمهارات الكافية لقيادة شعبها في غياب الرجال". 

## قصة

### الموسم 1-2
الأم هايماه لها تأثير معتدل على الحبكة في الموسم الأول. الأم هايماه هي واحدة من الأشخاص القلائل الذين رحبوا بحليمة خاتون، التي تزوجت أرطغرل لاحقًا، في قبيلتها، وتظهر أنها ذكية ولديها شكوك حول جميع الخونة بما في ذلك صهرها السيد كوردوغلو وابنتها بالتبني سالجان، التي كثيرًا ما محاولات تحريض زوجها غوندوغدو ضد هايماه. في الموسم الثاني، تظهر الأم هايماه على أنها زعيمة قبيلتها، تنفيذًا لوصية زوجها سليمان شاه بعد وفاته. بعد أن هاجم المغول قبيلة "كايي"، تقودهم "هاياهم خاتون" إلى قبيلة شقيقها "كوركوت". مع موت الخونة في كايي، يتعين عليهم الآن مواجهة الخائن الرئيسي في دودورغا ، زوجة كوركوت آيتولون خاتون . تسعى آيتولون إلى جعل شقيقها غوموش تيكين للأتراك وتفعل أي شيء لتحقيق ذلك. بعد سلسلة من الأحداث، بما في ذلك إصابة يد أرطغرل بجروح بالغة على يد المغول الذين أسروه سابقًا، مما جعل الأم هايماه تمنعه من أن يصبح رئيس ألب، تضطر هايماه إلى نفي ابنها بسبب بعض الظروف، وهو القرار الذي ندمت عليه لاحقًا. بعد الكشف عن خيانة العديد من الأشخاص، بما في ذلك آيتولون، وأصبح غوندوغدو هو سيد، انفصل أرطغرل وحليمة وهايماه عن غوندوغدو، وشكلوا قبيلة منفصلة في غرب ولاية سلجوق.

### الموسم 3-5 والمؤسس عثمان
لهايماه خاتون مرة أخرى تأثير معتدل على القصة بعد الموسم الثاني. شوهدت مع حفيدها غوندوز البالغ من العمر 7 سنوات ويظهر أيضًا أنها تساعد حليمة في أن تكون هانمًا جيدة. مع مواجهات منتظمة مع نساء قبيلة تشافدار ، ينتهي الموسم بتكوين كايي علاقة وثيقة مع تشافدار. وفي الموسم الرابع تواصل القيام بما فعلته في الموسم الثالث. ومع ذلك، في النهاية، تقتل هايماه ألانغويا سيئة السمعة، الذي حاول إبادة أرطغرل وعائلته. في الموسم الخامس، بعد وفاة حليمة، أظهرت أنها تقدم دعمًا قويًا لابنها. إنها سعيدة للغاية عندما تعود سالجان التي تابت في الموسم الثاني مع ابنها سليمان ألب . عندما تحرض سيرما المخادعة من عائلة أومور أوغلو زوجة ابن هايماه بالتبني حفصة ضد سالجان، تظهر أن هايماه موجودة لحل مشاكلهم. حتى أن هايماه عاملت سيرما على أنها ابنتها بينما كانت تخونها طوال الوقت، حيث قُتلت الأخيرة على يد أختها إلبيلجي ، التي تزوجت لاحقًا من أرطغرل. يُذكر أن هايماه ماتت في الفترة ما بين قيامة أرطغرل والتكملة المؤسس عثمان . ومع ذلك، فقد تم ذكرها من قبل أشخاص مثل السيد غوندوز وعائشة خاتون وأيضًا من قبل أرطغرل، عندما يتذكر أحبائه في لحظاته الأخيرة. تذكرها لاحقًا أحفادها غوندوز وسافجي وعثمان عندما تذكروا حبها لدوندار بعد أن تم الكشف عن خائنه، حيث تمنى عثمان أنها لم تحب دوندار أبدًا، ولاحظ غوندوز بأسف أنه كان يرى شبه هايماه في دوندار.

## المواقف
في الموسم الأول، كانت زوجة السيد ، وكانت خانم من قبيلة قايي، ولكن بعد وفاة زوجها، ظهرت هايم كزعيم بديل للقبيلة، مما يعني أنها أصبحت السيدة .

## استقبال
نالت شخصية هايماه خاتون إعجاب الجمهور كثيرًا بسبب شخصيتها القوية وطريقة حبها للجميع. كما لمست شخصيتها قلب الممثلة الباكستانية عائشة خان.      كما أشادت إحدى أعضاء فريق الموسم الأول، هاندي سوباشي ، التي لعبت دور أيكيز خاتون ، بشخصيتها وقالت إن "هوليا دارجان، أو الأم هايماه في قيامة أرطغرل، كانت بمثابة الأم بالنسبة لنا، تمامًا كما في العرض".   مثل الأعضاء الآخرين في فريق التمثيل بما في ذلك هاندي سوباشي،    كانت هوليا دارجان ، التي تلعب دور هذه الشخصية، أن تواجه الأشخاص الذين لم يعجبهم صورها الواقعية.  وانتشرت على مواقع التواصل الاجتماعي صورة لهوليا دارجان مع إسراء بيلجيتش ، التي تلعب دور حليمة خاتون .  ترددت شائعات بأن الشخصية ستعود في الموسم الثاني من المسلسل التكميلي المؤسس عثمان,  رغم أنها لم تظهر.

## في وسائل الإعلام الأخرى
تم تصوير هايماه خاتون في المسلسل التلفزيوني التركي المؤسس: 1299 (1988)، مقتبس من رواية تحمل نفس الاسم. 

## أنظر أيضا
- قائمة شخصيات قيامة أرطغرل
- قائمة شخصيات المؤسس عثمان

## ملحوظات
1. ↑  استشهدا على يد المغول.
2. ↑  شهيد.